# Fontanero

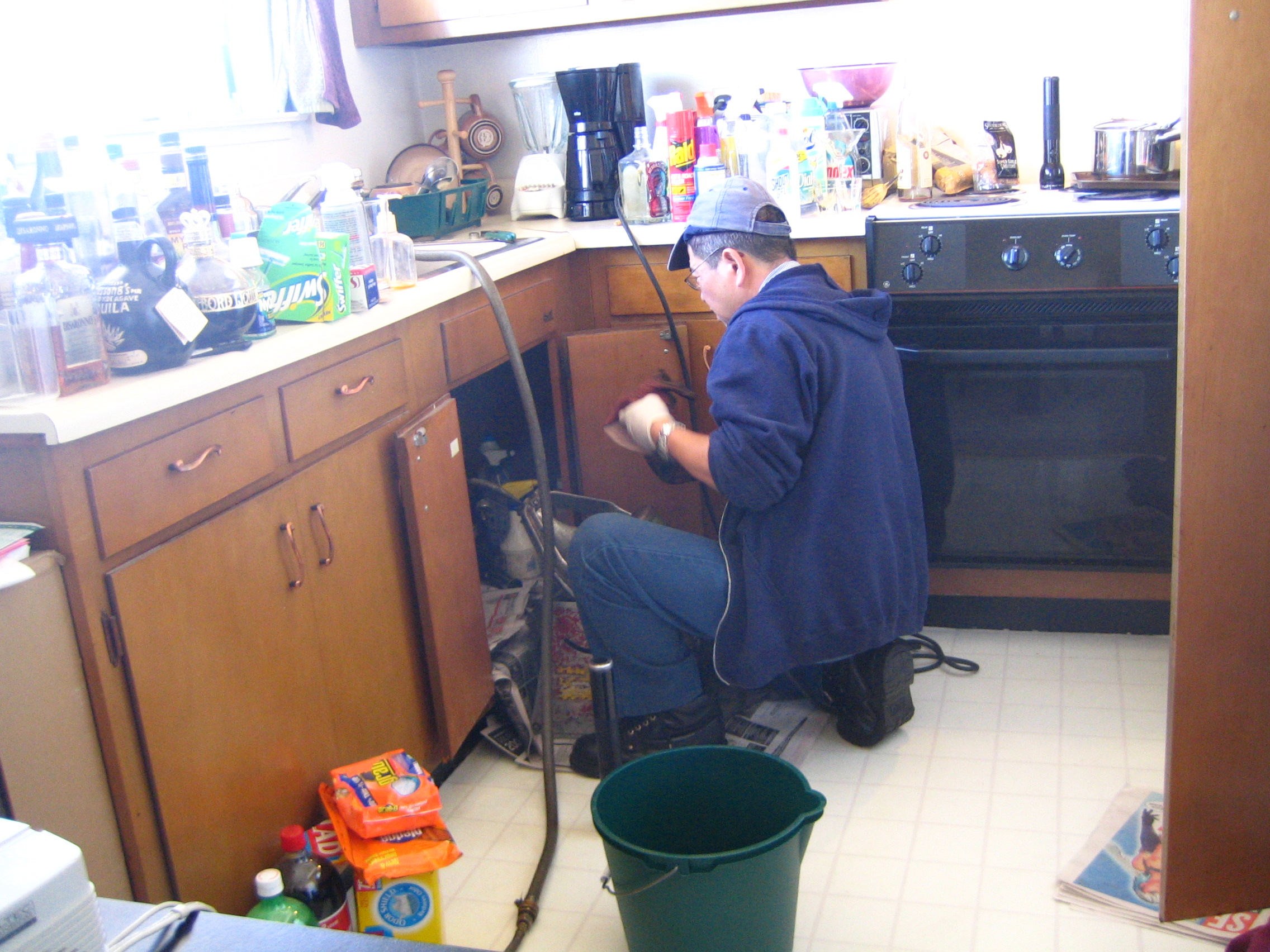
Fontanero en el trabajo.

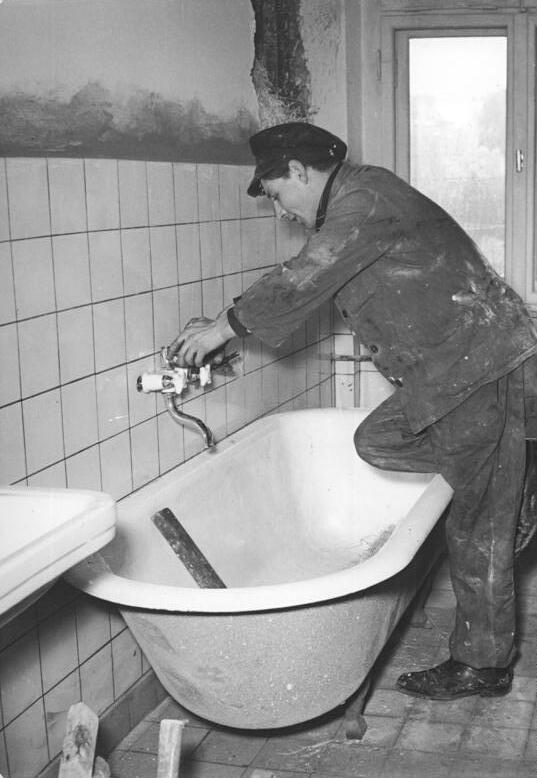
Fontanero en Berlín en 1952.

La palabra fontanero, plomero, gasfitero o gasfiter se asoció, casi hasta finales del siglo XX, con el profesional que se ocupaba del agua, gas, calefacción y casi todos los fluidos y en algunas regiones, también de instalaciones eléctricas.
El fontanero es el que realiza instalaciones de agua potable, agua no potable y la recogida de aguas pluviales y de aguas residuales en las viviendas, locales comerciales o industrias y talleres.
- Limpieza de: Tuberías, bajantes, arquetas, sifones.
- Inspección de tuberías con cámara.
- Localización de arquetas con detector.
- Cocina, baño y calefacción: reparación de tuberías, desagües, roturas de bajantes, desatascos, grifería, filtraciones.
- Suministro e instalación de todo tipo de lavabos y fregaderos.
- Bañeras, platos de ducha y sanitarios.
- Saneamiento.
- Colectores generales / pozos.

Las demás instalaciones, corresponden a gasistas, calefactores, electricistas, etc.

## Fontanero instalador homologado
Es el operario que dispone de carné de instalador de agua. Y es exigible, al menos uno, en cada empresa instaladora de agua.
Para cada especialidad de las detalladas arriba, hace falta un carné profesional diferente.

## Herramientas

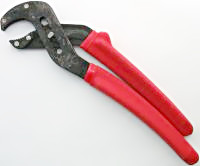
Llave extensible.

Para su trabajo los fontaneros utilizan entre otras las siguientes herramientas:
- Soplete
- Pinzas
- Llaves fijas e inglesa
- Desatascador
- Sierra manual
- Flexómetro
- Llave regulable grifa
- Estropajo de aluminio
- Cortador de Tubos

## Materiales empleados en fontanería
- Tubería de PVC
- Tubería de cobre
- Abrazadera para tubo
- Grifos
- Estaño para soldar
- Mecanismo de cisterna de inodoros

Distribución de agua
- Hierro dúctil
- Cobre
- Plomo
- Polipropileno

Bajantes de desagüe
- PVC

Sistemas de calefacción
- Cobre
- Hierro

Instalaciones de gas
- Cobre
- Hierro

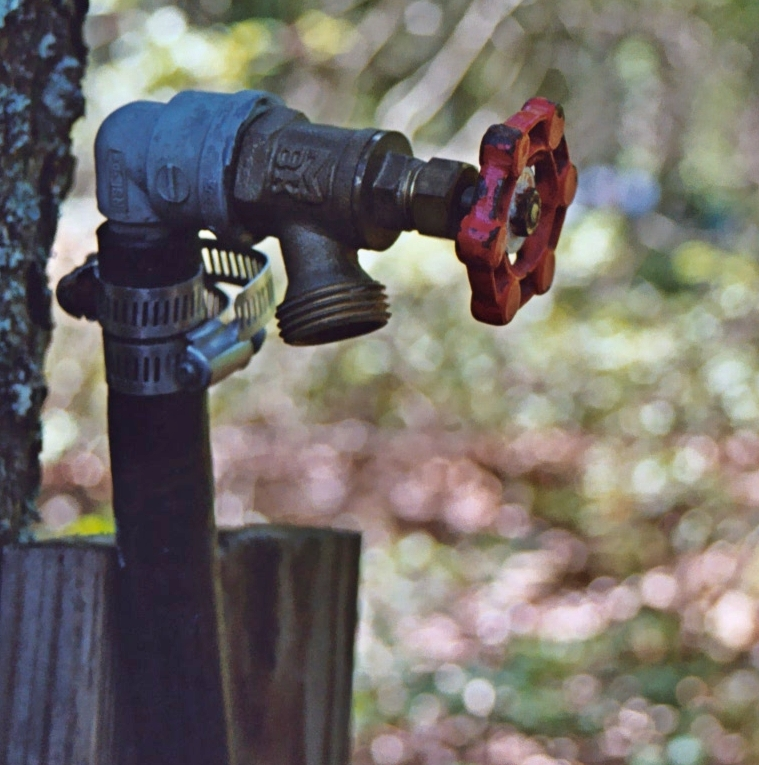
Grifo de campo.

En los países nórdicos, el servicio de emergencias de plomería se llama Jour, y contempla todos los servicios no programados de gasfitería, en los cuales los clientes con problemas de inmediata resolución pueden llamar compañías que atienden las veinticuatro horas del día. Es un servicio generalmente realizado por pequeñas firmas.
- Datos: Q252924
- Multimedia: Plumbers / Q252924